# Objetum sexual
Objectofilia ou objectum sexual é uma parafilia no qual uma pessoa se apaixona por objetos inanimados em vez de pessoas.
Em todo o mundo, há cerca de 40 pessoas que sofrem desse problema, sendo a maioria mulheres. A pessoa que sofre deste distúrbio é chamada de objectófila ou objectófilo.